# Seulo
Seulo (sardisk: Seùlu) er en by og en kommune (comune) i provinsen Sud Sardegna i regionen Sardinien i Italien. Byen ligger i 797 meters højde og har 829 indbyggere (2016). Kommunen har et areal på 58,79 km² og grænser til kommunerne Aritzo, Arzana, Gadoni, Sadali, Seui og Villanova Tulo.